# George Rodney (3e baron Rodney)
George Rodney, 3e baron Rodney (18 juin 1782 - 21 juin 1842), est un pair britannique.

## Biographie

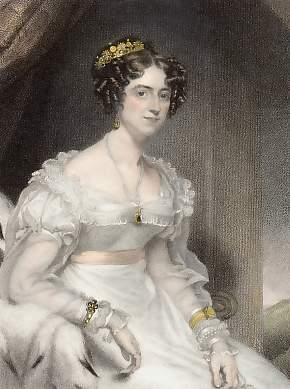
Lady Rodney, gravure de 1826

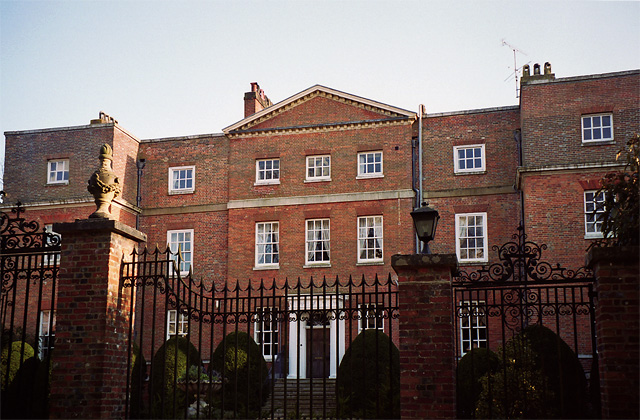
Old Alresford House

Il est le fils aîné de George Rodney (2e baron Rodney), et d’Anne Harley, fille et héritière de Thomas Harley. Il succède à son père comme baron en 1802, à l'âge de 19 ans, et hérite de Old Alresford House.
En 1804, il est nommé Lord Lieutenant du Radnorshire (succédant à son grand-père Thomas Harley), poste qu'il occupe jusqu'à sa mort en 1842.
Lord Rodney épouse Charlotte Georgiana Gould-Morgan, fille de Charles Morgan (2e baronnet), en 1819. Il n'y a pas d'enfants du mariage. Il meurt en juin 1842, trois jours après son soixantième anniversaire, et est enterré à Old Alresford, Hampshire. Son jeune frère Thomas lui succède comme baron. Lady Rodney est décédée en février 1878.